# Abadía Notre-Dame de Fontgombault
La abadía Notre-Dame de Fontgombault (en francés, Abbaye Notre-Dame de Fontgombault) es una abadía benedictina de la congregación Solesmes, localizada en Fontgombault, en el departamento de Indre (antigua provincia de Berry), Francia.
Es una joya del arte románico, que está calificada como monumento histórico.

## Historia de la abadía

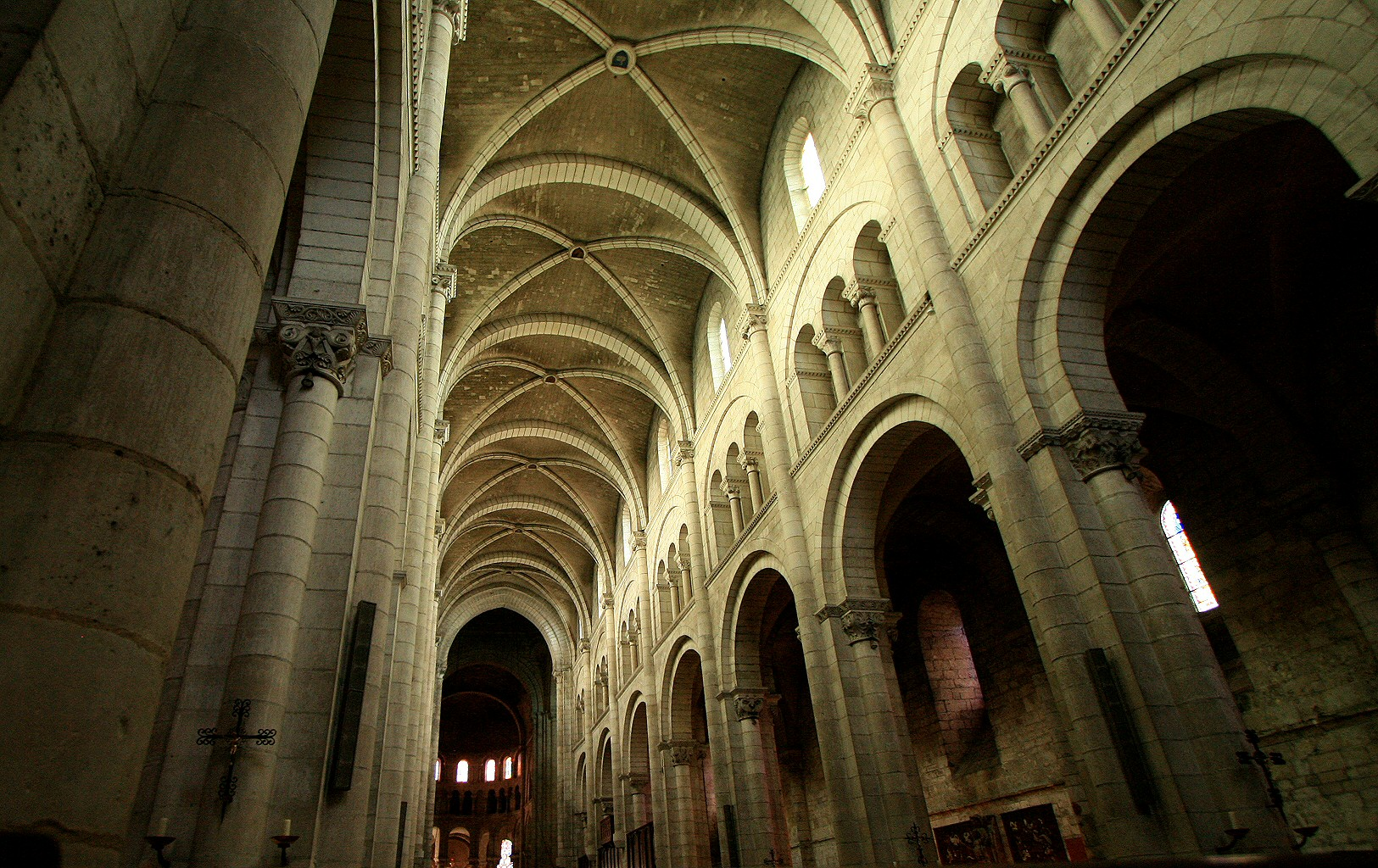
Interior de la Iglesia que conforma la abadía Notre-Dame de Fontgombault

### Desde su fundación hasta la Revolución Francesa
En 1091, Pierre de l'Étoile fundó un monasterio benedictino a orillas del río Creuse, cerca del manantial o fuente de Gombaud.
En los siglos XII y XIII, la abadía experimentó un crecimiento vigoroso y se estableció una veintena de conventos.
En el siglo XV, las abadías de Fontgombault tenían numerosos estanques excavados, como también se hizo en las abadías de Saint-Cyran y Méobecq, contribuyendo así a la cría de peces en la región de Indre. La abadía fue saqueada y arrasada por los calvinistas en 1569 y no fue restaurada hasta fines del siglo XVII, cuando Dom Andrieu llevó a cabo la tarea.
Sin embargo, en 1741, la comunidad benedictina —reducida a cinco miembros— fue reemplazada por una comunidad de lazaristas, que estableció un seminario allí y utilizó la abadía como un centro para las misiones en la región.
Los edificios fueron destruidos parcialmente durante la Revolución Francesa, cuando el monasterio fue nacionalizado y vendido.

### Desde 1849 hasta 1897
En 1849, la propiedad fue adquirida nuevamente para usos religiosos por parte de la Orden de la Trapa, la cual tuvo éxito en el restablecimiento de una comunidad viable para el desarrollo de la agricultura y la creación de una destilería de kirsch.
El 19 de agosto de 1888, el hoy santo Carlos de Foucauld, por entonces en plena búsqueda de respuesta a su vocación, visitó esta abadía y se sitió muy atraído por la pobreza radical de la orden. En 1890, Carlos de Foucauld entraría en otro monasterio de la misma Orden de la Trapa y permanecería en esa orden hasta 1897.
En 1905 los trapenses fueron expulsados de Francia bajo las Leyes de Asociación y el monasterio fue secularizado y vendido por segunda vez. El comprador fue Luis Bonjean, quien estableció una fábrica de botones en el local. A su muerte en 1914, los edificios fueron objeto de uso como hospital militar para los soldados heridos del ejército belga, lo cual se mantuvo hasta 1918. Los trapenses que fueron expulsados en 1905 pasaron a formar el Monasterio de Nuestra Señora del Jordán Oregón, en los Estados Unidos.
De 1919 a 1948, el local fue utilizado como un seminario diocesano, que se cerró por falta de vocaciones.

### Desde mediados delsigloXX
En 1948, los edificios vacíos fueron restauradas con el propósito original del sitio, cuando 22 monjes de la congregación benedictina de Solesmes se establecieron como una comunidad benedictina. Tras la reforma litúrgica de 1969 la abadía no aceptó los cambios, sumándose años después al movimiento que encabezó Marcel Lefebvre hasta que en 1984 negociando con la Curia romana abandonó la reacción.
Ahora es la más poblada de las fundaciones de Solesmes, con más de un centenar de monjes, y tiene a su vez otras tres casas de religiosos en Francia: la abadía Randol (1971), la abadía Triors (1984) y el priorato Gaussan (1994), como así también la abadía Clear Creek en los Estados Unidos en 1999. Como parte de la congregación benedictina de Solesmes, el canto gregoriano es la esencia de la práctica litúrgica de la comunidad, y las grabaciones de los monjes cantadas están disponibles en la tienda de la abadía. Celebra la Liturgia con los textos de 1962, como autoriza el motu proprio Summorum Pontificum del 7 de julio de 2007 del papa Benedicto XVI.